# أبو علي الصدفي
الإمام الحافظ أبو علي الحسين بن محمد بن فيره بن حيون بن سكرة الصدفي (454هـ - 514هـ) قاضي أندلسي من مشاهير حفاظ الحديث في الأندلس، وأطولهم رحلة في طلب الحديث، أخذ عن 160 شيخاً. سنة 481هـ قام بفريضة الحج وجال كل من مصر والعراق والشام، ورجع بعلم غزير. عاش محنة السجن والهروب بسبب رفضه تولي القضاء من قبل المرابطين في مرسية. بعد اعفائه من القضاء جمع طلابه واستنهض الجيش المرابطي لمواجهة جيش ألفونسو الأول ملك أراغون في موقعة كتندة.

## مسيرته
أصله من سَرَقُسطة، انتقل إلى مُرسية، من أبرز مشايخه أبو الوليد الباجي وأبو العباس العذري. قام برحلة إلى المشرق في أول محرم سنة 481هـ أدى خلالها فريضة الحج، وارتحل إلى البصرة، ودخل بغداد يوم الأحد 16 جمادى الآخرة 482هـ ومكث فيها خمس سنين، ثم سافر إلى دمشق، ومنها إلى مصر،

### محنة القضاء
عاد إلى مرسية في صفر 490هـ بعلم غزير، وأقام فيها يعلم الحديث، حتى صار شيخاً لعلماء عصره. يروي ابن الأبار القضاعي أن خبره وصل إلى والي مرسية إبراهيم بن يوسف بن تاشفين فطلب منه أن يتولى القضاء فرفض، فأرسل إليه من يحضره هذه المرة. أكرم الوالي ضيافته وأخبره أنه يريد أن يوليه القضاء، إلا أن الشيخ لم يكن يبحث عن منصب أو جاه فرفض القضاء مرة أخرى لأنه يخاف أن يظلم أحداً، وذكر له حديث القضاة ثلاثة اثنان في النار وواحد في الجنة، إلا أن الوالي إبراهيم بن يوسف بن تاشفين لم يقبل منه ذلك وصمم على توليته القضاء، فصمم أبو علي الصدفي على رفض القضاء فما كان من الوالي إلا أن سجنه حتى يوافق، ثم أخرجه بعد فترة فلم يجد إلا أن الشيخ ازداد إصراراً وعناداً على عدم تولي القضاء، فأعاده مرة أخرى إلى السجن، وعند ذلك لجأ الصدفي إلى حيلة، فأخبر الوالي أنه وافق على توليته القضاء فلما أخرجه من السجن هرب الشيخ. بحث عنه طلابه وطال انتظارهم له حتى نفدت مؤن بعضهم، وانتظره البعض الآخر عند بيته، ومن بين هؤلاء القاضي عياض. وقد بلغ من حرصه على التعليم أنه كان يكتب الكتب ويرسلها سراً إلى القاضي عياض ليعلم بها الناس. عندما وصله كتاب قاضي الجماعة أبي محمد بن منصور يخبره بإعفائه من منصبه، ظهر الشيخ والتف حوله الطلاب من جديد. قال عنه ابن بشكوال: هو أجل من كتب إلي بالإجازة.

### موقعة كتندة
بعد سقوط سرقسطة، مسقط رأس الصدفي، جمع من أراد الخروج من تلاميذه وأهل مرسية وخرج للجهاد، واستنهض همم الحامية المرابطية وأميرها فخرج جيش إسلامي كبير لمواجهة جيش ألفونسو الأول ملك أراغون، وحمل الشيخ أبو علي الصدفي راية الجيش، وسنه قد تجاوز الستين، وتقدم معه عدد من أصحابه منهم أبو عبد الله بن الفرج وأبو بكر بن العربي وأبو عبد الله بن الفراء، فبلغ عددهم عشرين ألفاً، وقاد هذه الحملة الأمير إبراهيم بن يوسف بن تاشفين فالتقى الجمعان في معركة قتندة في ربيع الأول سنة 514هـ، وانسحب الجيش المرابطي النظامي تاركا المتطوعين يلقون حتفهم، من بينهم الشيخ الصدفي.

## طالع أيضًا
- فاطمة بنت أبي علي الصدفي (ابنته)